# William Dobson

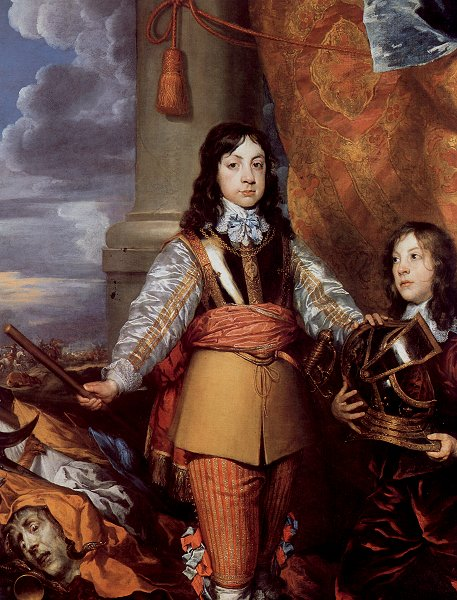
William Dobsons porträtt av Charles II.

William Dobson, född 4 mars 1610, död 28 oktober 1646, var en av de första namnkunniga engelska konstnärerna, prisad av hans samtida John Aubrey som "den främsta konstnären som England hittills frambragt".
William Dobson, son till en dekoratör, var elev hos William Peake och gick möjligtvis även i lära hos Francis Cleyn. Han tros ha haft tillgång till de kungliga konstsamlingarna och kopierat verk av Tizian och Anthonis van Dyck. Både färg och konsistens efterliknar venetianskt måleri, men ändock gjorde Van Dycks konststil ingen nämnvärd inverkan på honom. Van Dyck upptäckte Dobson då han lagt märke till hans konst i en affär i London. Van Dyck introducerade Dobson till den engelske kungen. Dobson porträtterade både kungen, hans familj och hovanställda.
Då Van Dyck dog 1641, åtog Dobson sig hans befattningar i tjänst hos kungen. Dock är detta ett omtvistat påstående. Under det engelska inbördeskriget bosatte Dobson sig i Oxford och porträtterade många ledande kavaljerer. Hans porträtt av den framtida kungen Charles II vid tolv års ålder är möjligen hans förnämsta verk och har märkbart barockstil. Han avmålade även prinsarna Rupert av Pfalz och Maurice.
Ungefär ett sextiotal av Dobsons verk har bevarats för eftervärlden, mestadels porträtt i halvfigur daterade till 1642 eller senare. Hans tidiga verk i tjock impasto banade vägen för en glimt av målning. Då Oxford föll i händerna på rundhuvudena återvände Dobson till London. Nu utan beskydd och ekonomiskt stöd blev han fängslad och dog i armod vid 36 års ålder.
Ellis Waterhouse beskrev Dobson som "den mest framstående och äkta engelska konstnären före Hogarth" och Waldemar Januszczak menade att Dobson var "Storbritanniens förste store målare". Det finns exemplar av Dobsons verk vid konstmuseerna Tate Britain och National Portrait Gallery i London och på andra håll i landet, samt i Nya Zeeland.